# لیک بوسورت (واشینگتن)
لیک بوسورت (به انگلیسی: Lake Bosworth) یک منطقهٔ مسکونی در ایالات متحده آمریکا است که در شهرستان اسنوهومیش، واشینگتن واقع شده‌است. لیک بوسورت ۱٫۷ کیلومتر مربع مساحت و ۶۶۷ نفر جمعیت دارد و ۱۸۹ متر بالاتر از سطح دریا واقع شده‌است.